# Academia Pontaporanense de Letras
A Academia Pontaporanense de Letras, com sigla A.P.L., é uma associação de duração ilimitada, que tem finalidade exclusivamente literária e cultural, legalmente constituída em pessoa jurídica. É a associação literária máxima que representa a cidade de Ponta Porã, estado de Mato Grosso do Sul, Brasil perante a Academia Brasileira de Letras.
Os membros da academia são eleitos por seus pares, havendo cadeira vaga, podendo concorrer aqueles que tiverem indicação de pelo menos três de seus Imortais, e ainda:
- Ter publicado obra significativa;
- Ter reputação ilibada;
- Residir na cidade.[3]

## Publicação
Para comemorar o centenário de Ponta Porã, a Academia lançou um livro